# Spjärnnäbbar
Spjärnnäbbar (Aidemedia) är ett fågelsläkte i familjen finkar inom ordningen tättingar. Släktet omfattar tre arter som tidigare förekom i Hawaiiöarna men som alla är utdöda sedan länge under holocen och endast kända från subfossila lämningar:
- Oahuspjärnnäbb (Aidemedia chascax)
- Bågnäbbad spjärnnäbb (Aidemedia zanclops)
- Mauispjärnnäbb (Aidemedia lutetiae)